# 藤原沢子
藤原 沢子（ふじわら の たくし/さわこ、生年不詳 - 承和6年6月30日（839年8月12日））は、身分の低い藤原総継と藤原数子の娘で仁明天皇の女御。従四位下。光孝天皇の母。贈皇太后。

## 生涯
仁明天皇即位前からの妃で、 夫が即位すると天長10年（833年）に女御になった。従五位下紀伊守・総継の娘で低い身分の出身であったが、「寵愛の隆なること独り後宮に冠たり」と言うほど寵愛が厚く、『源氏物語』の桐壺更衣に似ているためモデルの1人とされる。
天長5年（828年）に宗康親王、天長7年（830年）に時康親王（後の光孝天皇）、天長8年（831年）に人康親王を出産した。また新子内親王をもうけている。
承和6年（839年）6月30日、宮中でにわかに病となり、危篤となり車で里第に運ばれるも、そのままに卒去。天皇は哀悼し、従三位を追贈された。御陵は中尾陵（鳥部山陵とも、京都市東山区今熊野宝蔵町）。
元慶8年（884年）2月23日に所生の時康親王が光孝天皇として即位すると、同日に皇太后を追贈され、3月13日、外祖父総継は贈太政大臣とされた。
姉妹の乙春は藤原長良室となり、基経および高子を産む。